# Rudy Bennett
Rudy Bennett, alias van Rudy van den Berg, (Den Haag, 27 december 1942) is een Nederlandse zanger.

## Biografie

### Jaren 60

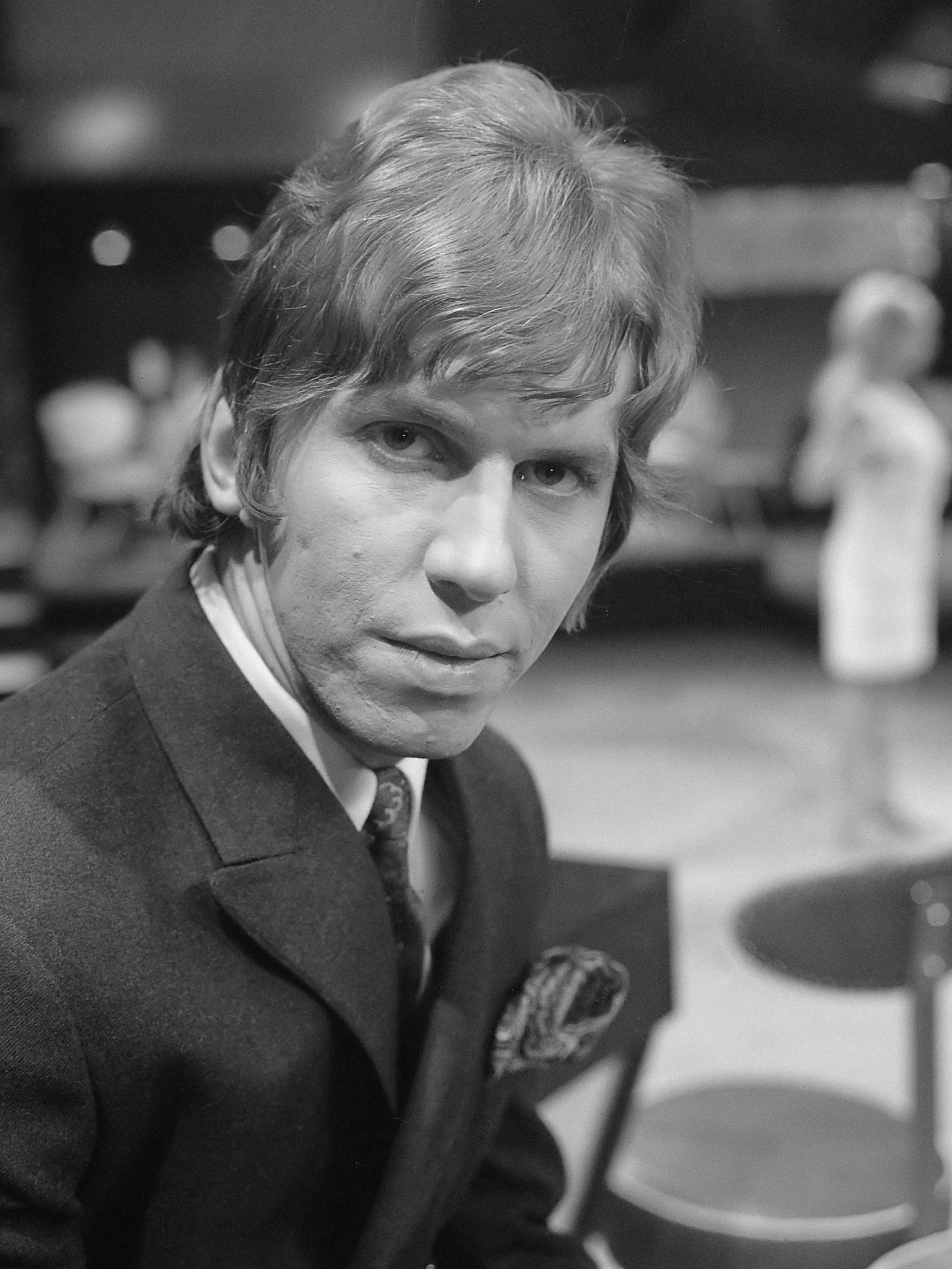
Rudy Bennett (1967)

Bennett werd in 1942 geboren in Den Haag. In de jaren 60 begon hij met zingen onder de artiestennaam Ritchie Clark in de groep The Ricochets, waar ook Robbie van Leeuwen in speelde. De band trad veelvuldig op en bracht een tweetal singles uit, die weinig succes kenden. Wel trad de band op 8 augustus 1964 op tijdens het legendarische optreden van The Rolling Stones in het Kurhaus in Scheveningen. Kort hierop maakte de band een doorstart als The Motions. The Motions zou uitgroeien tot een van de populairste Haagse beatgroepen van de jaren 60. Eind 1965 scoorden zij hun eerste grote hit met het nummer Wasted words, dat de 3e plaats van de Nederlandse Top 40 behaalde. Een jaar later behaalde Why don't you take it eveneens de 3e positie.
In 1966 begon Bennett, naast The Motions, ook een solocarrière. In 1967 behaalde hij de vijfde plaats van de Top 40 met het nummer How Can We Hang On to a Dream?. In deze verkoop werd echter, zoals toentertijd gebruikelijk was, ook de verkoop van het originele nummer van Tim Hardin meegenomen. De solocarrière van Bennett leidde echter ook het einde van The Motions in. Hetzelfde jaar verliet Van Leeuwen The Motions om Shocking Blue op te richten en volgde er een periode van diverse bezettingswisselingen. Na de elpee Sensation, die in juni 1970 exclusief via winkelketen Simon de Wit op de markt kwam, maakten the Motions nog een single voor Negram. Daarna werd de naam van de groep veranderd in Crossroad, maar na één geflopte single viel de band definitief uiteen.

### Jaren 70

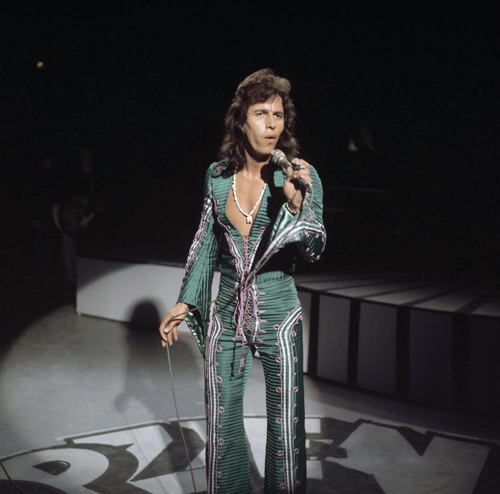
Bennett in Popzien, 1973

Hierop volgend nam hij deel aan het project Musicians Union Band project van Hans Vermeulen en Ray Fenwick, waarin diverse Nederlandse en Engelse artiesten de handen ineen sloegen om elkaars nummers en andere covers te spelen. In hetzelfde jaar richtte hij de band Jupiter op, waarvan de drie singles, geproduceerd door Peter Koelewijn, alle drie de Top 40 niet bereikten. In 1972 werd de band alweer opgeheven, waarna hij in 1973 opnieuw probeerde om als soloartiest door te breken.
In 1974 zat hij als producer achter de knoppen bij Good times, het laatste album van Shocking Blue. Na het uiteenvallen van deze band nam Robbie van Leeuwen Bennett op in zijn nieuwe band Galaxy-Lin, die niet steunde op gitaar, maar op elektrische mandolines. Ondanks een goede start met optredens in Nederland, België, Duitsland en Frankrijk viel de band na twee albums in 1975 alweer uit elkaar. In 1976 ontdekte hij de Indische zanger Daniël Sahuleka en produceerde hij diens single You make my world so colorful.

### Vanaf de jaren 80

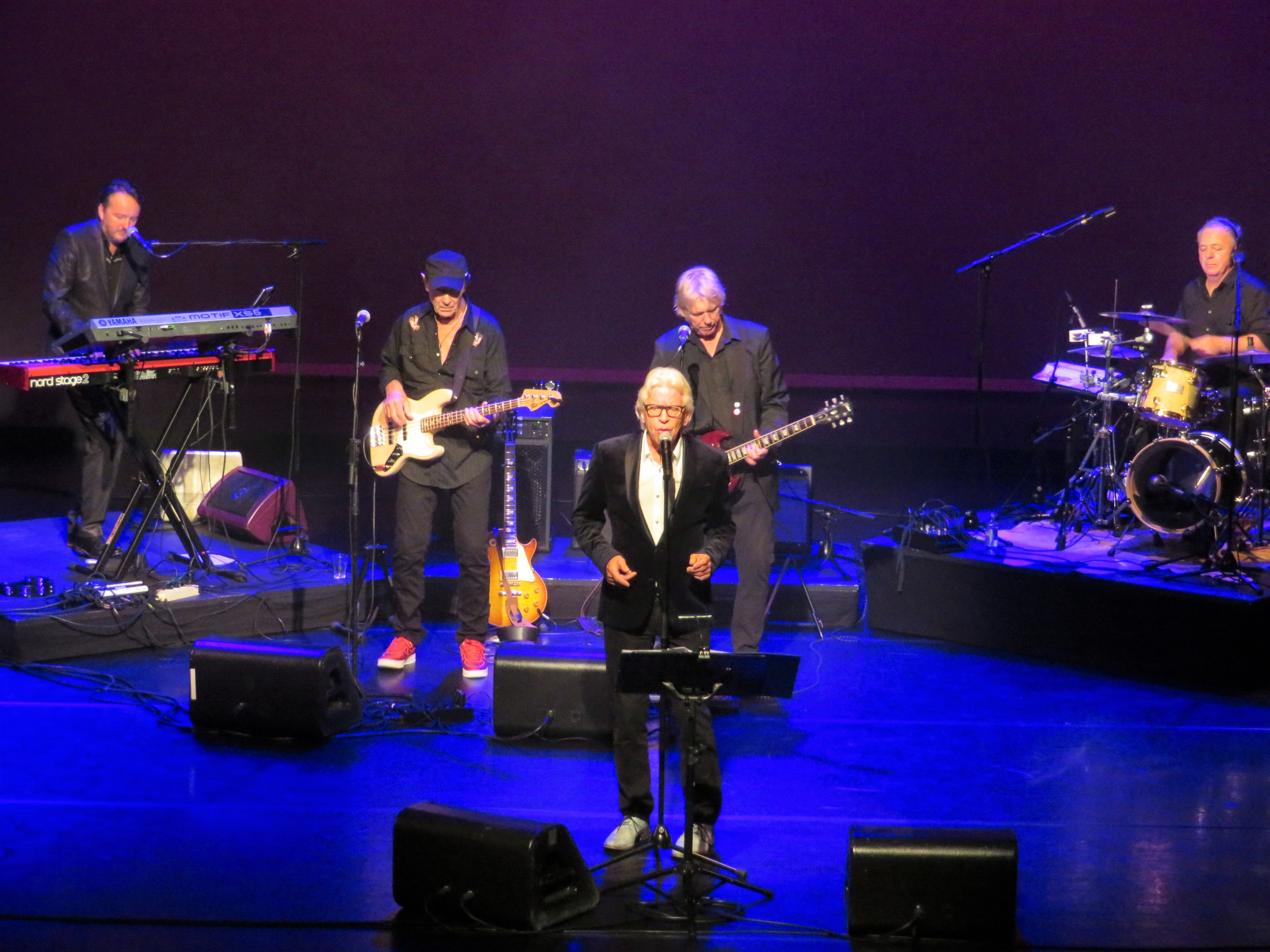
Bennett met The New Motion in Rot op met die geraniums

Tussen 1981 en 1984 vormde hij met zangeres Bea Willemstein het duo Bennet & Bee waarmee hij enkele pophits scoorde. Daarnaast verlegde hij zijn focus steeds meer naar reclamewerk en was hij te horen in diverse reclamespots.
In 1987 voegde Bennett zich bij Terra Nera, een a-capella-muziekgezelschap dat werd opgericht door Bas van der Poll. Terra Nera richtte zich op traditionals uit de Balkan en bracht in 1990 haar enige album uit. In 1995 hield de band op te bestaan. Ondertussen trad Bennett ook weer regelmatig solo op.
In 1997 nam hij het nummer Should I be lonely op van Hans Vermeulen voor de film All Stars. In hetzelfde jaar trad Bennett toe tot de Second Hand Rock & Soul Band van Clous van Mechelen, waarvan de groepsleden allemaal afkomstig zijn uit de reclamewereld. In 2002, 2003 en 2014 bracht hij opnieuw solosingles uit. Naar aanleiding van het uitbrengen van zijn single Still in the Game hervormde de inmiddels SH-Band zich tot Rudy Bennett's New Motion en bestond tot 2016 verder uit PePe Everts, Flip van Vliet, Edwin Winniczuc, Ronn van Etten en Ruud Saelman.
In 2018 trad Bennett samen met Maarten Spanjer, Arno Smit en The New Motion (deze keer bestaande uit Specs Hildebrand, Pepe Everts, Ruud Saelman, Alan McLachlan en Polle Eduard) op in de nostalgische muziektheatershow Rot op met die geraniums over de jaren '50 en '60 van de twintigste eeuw.
Vanaf september 2019 namen de zangers Rudy Bennett, Theo van Es en acteur/schrijver Maarten Spanjer het publiek mee terug naar de jaren 50 en 60 in de Beatshow. Dat deden zij met hits, verhalen en herinneringen. De hits werden gezongen door Rudy Bennett en Theo van Es, maar ook Polle Eduard (Tee Set) en singer/songwriter Specs Hildebrand leverden vocale bijdragen. Maarten Spanjer vertelde verhalen en haalde herinneringen op. Het geheel werd begeleid door de band The Motions.

## Persoonlijk
Bennett woont met zijn vrouw in Amstelveen en heeft twee dochters.

## Discografie
| Single met eventuele hitnotering(en) in de Nederlandse Top 40 | Datum van verschijnen | Datum van binnenkomst | Hoogste positie | Aantal weken | Opmerkingen                                               |
| ------------------------------------------------------------- | --------------------- | --------------------- | --------------- | ------------ | --------------------------------------------------------- |
| It's gone                                                     | 1965                  | 10-04-1965            | 39              | 1            | met The Motions                                           |
| Wasted words                                                  | 1965                  | 06-11-1965            | 3               | 16           | met The Motions                                           |
| Everything that's mine                                        | 1966                  | 19-02-1966            | 16              | 9            | met The Motions                                           |
| Why don't you take it                                         | 1966                  | 30-04-1966            | 3               | 14           | met The Motions                                           |
| Every step I take                                             | 1966                  | 17-09-1966            | 21              | 6            | met The Motions                                           |
| It's the same old song                                        | 1966                  | 03-12-1966            | 10              | 12           | met The Motions, opgeteld met de versie van The Four Tops |
| How can we hang on to a dream                                 | 1967                  | 14-01-1967            | 5               | 10           | als Rudy Bennett, opgeteld met de versie van Tim Hardin   |
| I want you, I need you                                        | 1967                  | 01-04-1967            | 18              | 7            | met The Motions                                           |
| Amy                                                           | 1967                  | 27-05-1967            | 22              | 5            | als Rudy Bennett                                          |
| Wonderful impressions                                         | 1967                  | 23-09-1967            | 15              | 6            | met The Motions                                           |
| Tonight will be stoned                                        | 1967                  | 04-11-1967            | 12              | 7            | met The Motions                                           |
| You're my adee                                                | 1968                  | 20-01-1968            | tip17           | -            | met The Motions                                           |
| I'm so proud                                                  | 1968                  | 10-02-1968            | 24              | 5            | als Rudy Bennett                                          |
| Miracle man                                                   | 1968                  | 04-05-1968            | tip4            | -            | met The Motions                                           |
| I ain't got time                                              | 1968                  | 17-08-1968            | 22              | 6            | met The Motions                                           |
| Take the fast train                                           | 1968                  | 21-12-1968            | tip16           | -            | met The Motions                                           |
| It's alright                                                  | 1969                  | 01-03-1969            | tip9            | -            | met The Motions                                           |
| Freedom                                                       | 1969                  | 31-05-1969            | 22              | 3            | met The Motions                                           |
| I can't help it                                               | 1969                  | 15-11-1969            | tip22           | -            | met The Motions                                           |
| Paper trees                                                   | 1971                  | 21-08-1971            | tip10           | -            | met Jupiter                                               |
| Wheel of life                                                 | 1973                  | 19-05-1973            | tip3            | -            | als Rudy Bennett                                          |
| Long hot summer                                               | 1975                  | 05-07-1975            | 16              | 6            | met Galaxy-Lin                                            |
| Take it or leave it                                           | 1982                  | 14-08-1982            | 11              | 7            | met Bennet & Bee                                          |
| Put that pretty smile upon your face                          | 1983                  | 29-01-1983            | 28              | 4            | met Bennet & Bee                                          |
| I got you babe                                                | 1983                  | 11-06-1983            | tip4            | -            | met Bennet & Bee                                          |